# Littenheim
Littenheim je občina v departmaju Bas-Rhin francoske regije Alzacija.
Leta 1990 je v občini živelo 247 oseb oz. 59 oseb/km².